# Yareli Acevedo
Pour les articles homonymes, voir Acevedo.
Yareli Acevedo Mendoza, née le 29 juillet 2001 est une coureuse cycliste mexicaine spécialisée dans les épreuves sur piste et sur route.

## Biographie
Yareli Acevedo remporte trois médailles dont deux d'or pour le Mexique aux championnats panaméricains de Lima en 2021. La même année, elle est victorieuse sur route aux Jeux panaméricains espoirs à Buga en Colombie. 

## Palmarès sur piste

### Championnats du monde
- Roubaix 2021
  - 14e de la course aux points.
  - 18e de la course à l'élimination.
- Saint-Quentin-en-Yvelines 2022
  - 10e de la course aux points.
  - 13e de la poursuite par équipes.
  - 18e de la course à l'élimination.
- Ballerup 2024
  - 6e de l'omnium[3].
  - 8e de la course à l'élimination[4].
  - 10e de la poursuite par équipes (avec Jessica Bonilla, Antonieta Gaxiola et Lizbeth Salazar)[5].

### Championnats du monde juniors
- Francfort-sur-l'Oder 2019
  -  Médaillée de bronze de la course aux points

### Coupe des nations
- 2021
  - 1re de l'élimination à Cali
  - 3e du classement général de l'élimination
- 2022
  - 3e de l'élimination à Cali
  - 4e du classement général de l'élimination
- 2023
  - 6e du classement général de l'élimination
- 2024
  - 3e de l'élimination à Hong Kong
- 2025
  - Classement général de l'élimination
  - 1re de la course à l'élimination à Konya

### Ligue des champions
- 2024
  - 1re de l'élimination à Londres (II)
  - 2e de l'élimination à Paris
  - 2e de l'élimination à Apeldoorn (II)

### Championnats panaméricains
- Lima 2021
  -  Médaillée d'or de l'américaine
  -  Médaillée d'or de la course aux points
  -  Médaillée d'argent de la poursuite par équipes
- Lima 2022
  -  Médaillée d'argent de l'élimination
  -  Médaillée d'argent de la poursuite par équipes
- San Juan 2023
  -  Médaillée d'or de l'élimination
  -  Médaillée d'or de la course aux points
- Los Angeles 2024
  -  Médaillée de bronze de l'élimination
  -  Médaillée de bronze de l'omnium
  -  Médaillée de bronze de la poursuite par équipes
- Asuncion 2025
  -  Médaillée d'or du scratch
  -  Médaillée d'or de l'élimination
  -  Médaillée d'or de l'omnium

### Jeux panaméricains
- Santiago 2023
  -  Médaillée d'or de l'omnium
  -  Médaillée d'argent de la poursuite par équipes

### Jeux d'Amérique centrale et des Caraïbes
- 2023
  -  Médaillée d'or de la poursuite par équipes

### Championnats nationaux
- Championne du Mexique de l'américaine en 2021
- Championne du Mexique de l'élimination en 2021
- Championne du Mexique de l'omnium en 2021

### Autres
- 2020
  - Cali (Américaine)
- 2023
  - Speed Paradise GP (Omnium)

## Palmarès sur route
- 2018
  -  Médaillée d'argent de la course en ligne aux championnats panaméricains juniors
- 2020
  - 2e du championnat du Mexique du contre-la-montre espoirs
- 2021
  -  Championne du Mexique du contre-la-montre espoirs
  -  Médaillée d'or de la course en ligne des Jeux panaméricains espoirs
  -  Médaillée d'argent du contre-la-montre des Jeux panaméricains espoirs

### Classements mondiaux
| Année                                 | 2020 | 2021 | 2022 |
| ------------------------------------- | ---- | ---- | ---- |
| Classement UCI                        | 455e | 255e | 548e |
|                                       |      |      |      |
| Légende : nc = non classéSource : UCI |      |      |      |